# Gryf
Il Gryf è un traghetto appartenente alla compagnia di navigazione polacca Unity Line.

## Servizio
Varato il 6 agosto 1989 nel cantiere navale Bruce Shipyard di Landskrona con il nome di Kaptan Burhanettin Isim e completato nei Fosen Mekaniske Verksteder AS di Rissa, viene consegnato nel gennaio del 1991 alla Turkish Cargo Lines. Nello stesso anno, prende servizio nei collegamenti merci tra Trieste ed Istanbul.
Da maggio al 23 dicembre 2002 viene noleggiato alla Latlines ed impiegato nei collegamenti tra Riga e Lubecca. Lo stesso giorno, viene disarmato a Lubecca.
L'11 gennaio 2003 viene noleggiato alla Ministero della Difesa britannico.
Nel luglio del 2003 viene noleggiato alla Latvian Shipping Company ed impiegato a partire dal 22 luglio nei collegamenti tra Ventspils e Travemünde sotto le insegne della Ventlines.
Nel luglio del 2004 viene venduto alla Unity Line, con consegna prevista ad agosto.
Il 16 luglio 2004 termina il noleggio a Ventlines e viene disarmato a Travemünde. Il giorno successivo viene trasferito a Lubecca e, durante le fasi di ormeggio, entra in collisione con la banchina, riportando danni per una cifra intorno agli 80 mila euro.
Il 1º agosto viene consegnato alla Unity Line ed il giorno successivo salpa per i cantieri di Stettino, dove viene sottoposto a lavori di ristrutturazione.
Nell'ottobre del 2004 viene ribattezzato Gryf.
Il 3 gennaio 2005 prende servizio nei collegamenti tra Ystad e Świnoujście.
Il 27 marzo 2006 viene speronato dall'HSC Villum Clausen durante la sosta ad Ystad.
Il 5 febbraio 2007 viene trasferito nei collegamenti tra Świnoujście e Trelleborg, dove opera tutt'oggi, in coppia con l'Epsilon.

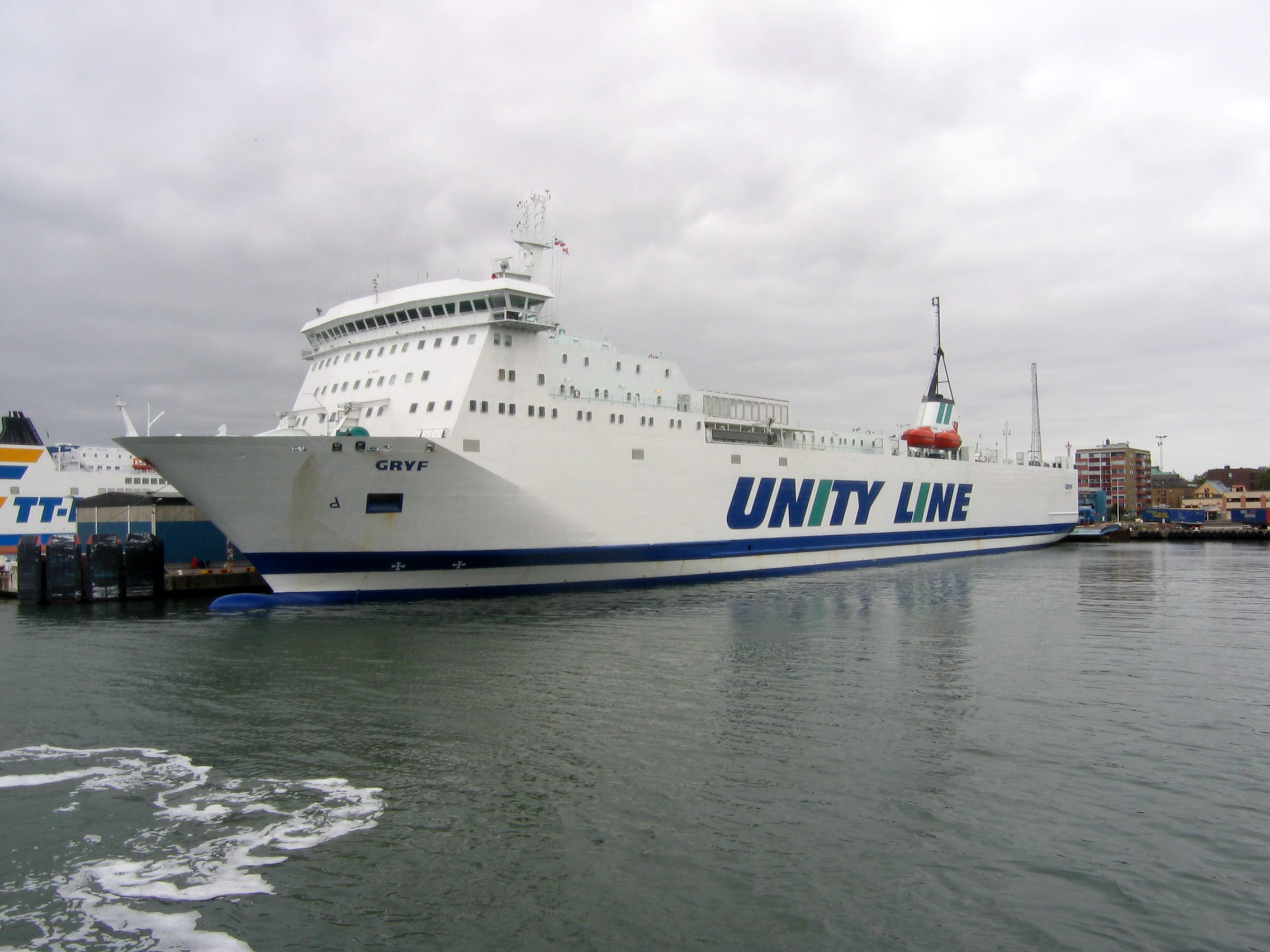
Il Gryf ormeggiato a Trelleborg nel 2007.

## Navi gemelle
- Lider Express
- Leif Ericson
- Patria Seaways (ex Stena Traveller e Lisco Patria)